# Алексеј Кулемзин
Алексеј Валерјевич Кулемзин (рус. Алексей Валерьевич Кулемзин, укр. Олексій Валерійович Кулемзін; Доњецк, 13. јун 1974) јесте проруски политичар из Украјине. Актуелни је градоначелник Доњецка од 17. октобра 2016. године. Претходно је био посланик у Народном савету Доњецке Народне Републике.

## Биографија
Рођен је 13. јуна 1974 у Доњецку, Украјинска ССР, СССР.
Дипломирао је економију и менаџмент производње 1997. године на Доњецком националном универзитету, а 2000. године је дипломирао државну службу на Доњецком националном техничком универзитету.
Од 1998. до 2014. године био је запослен у Доњецкој обласној државној администрацији. Од 2007. до 2010. године био је шеф Одељења за економске односе са иностранством и европске интеграције Доњецке обласне државне администрације. Од 2011. до 2013. године био је заменик начелника Главног одељења за регионални развој, привлачење инвестија и економске односе са иностранством Доњецке обласне државне администрације.
Године 2011. стекао је звање кандидата наука.
У новембру 2014. године именован је за директора јавног предузећа Донелектроавторанс.
У септембру 2015. године изабран је за посланика у Народном савету ДНР. Члан је странке Доњецка република.
Глава ДНР Александар Захарченко је 17. октобра 2016. године именовао Кулемзина за вршиоца дужности градоначелника Доњецка. У мају 2019. године именован је за градоначелника Доњецка за стално.